# 1961
1961. је била проста година.

## Догађаји

### Јануар
- 3. јануар — САД су прекинуле дипломатске односе са Кубом због кубанске национализације америчке имовине.
- 20. јануар — Џон Кенеди инаугурисан за 35. председника САД.

### Март
- 15. март — Јужноафричка Република се повукла из Комонвелта.

### Април
- 12. април — Совјетски космонаут Јуриј Гагарин је постао први човек који је облетео Земљу у свемирском броду Восток-1.
- 17. април — Уз подршку САД, кубански десничари у егзилу искрцали су се у Заливу свиња у намери да оборе режим Фидела Кастра.

### Мај
- 1. мај — Американац кубанског порекла је отео амерички путнички авион који је летео од Мајамија за Ки Вест и присилио га да слети у Хавану.
- 16. мај — Генерал Парк Чунг Хи извршио војни удар у Јужној Кореји.
- 19. мај — Венера 1 је постала први објекат који је начинио човек који је прошао поред Венере.
- 28. мај — Укинут је "Оријент експрес", воз који је 78 година саобраћао на линији Париз-Истанбул.
- 31. мај — Доминикански диктатор Рафаел Леонидас Трухиљо је убијен у Санто Домингу.
- 31. мај — Јужна Африка је прогласила републику са председником Чарлсом Робертсом Свартом на челу и напустила Британски комонвелт.

### Јун
- 19. јун — Кувајт је прогласио независност од Уједињеног Краљевства.

### Август
- 13. август — Власти Источне Немачке затвориле границу између Источног и Западног Берлина код Бранденбуршке капије и почеле изградњу 155 km дугачког зида према граници са Западном Немачком.

### Септембар
- 1. септембар — Основан Покрет несврстаних.
- 18. септембар — Авион који је превозио генералног секретара Уједињених нација Дага Хамаршелда се срушио код Ндоле у Северној Родезији.

### Октобар
- 17. октобар — Француска полиција под командом полицијског префекта Мориса Папона је напала мирне, али незаконите демонстрације око 30.000 особа који су се противили рату у Алжиру, усмртивши између 40 и 200 особа.
- 19. октобар — Арапска лига је преузела заштиту Кувајта након што су британске трупе напустиле земљу.
- 26. октобар — Нобелову награду за књижевност добио је југословенски књижевник Иво Андрић и постао први Југословен добитник те престижне светске награде.
- 29. октобар — Сирија је иступила из Уједињене Арапске Републике.
- 30. октобар — Совјетска хидрогенска Цар бомба, најјаче нуклеарно оружје које је икада детонирано, је испробана изнад Нове Земље у Северном леденом океану.

### Децембар
- 9. децембар — Тангањика је стекла независност у оквиру Британског комонвелта, с премијером Џулијусом Њеререом.
- 10. децембар — Совјетски Савез је прекинуо дипломатске везе са Албанијом.
- 15. децембар — Израелски суд је прогласио Адолфа Ајхмана кривим за злочине против човечности и осудио на смрт.

### Датум непознат
- Википедија:Непознат датум — Београд, одржана Прва конференција Покрета несврстаних.
- Википедија:Непознат датум — Откривен први квазар.

## Рођења

### Јануар
- 1. јануар — Војислав Карановић, српски књижевник и драматург
- 2. јануар — Кики Лесендрић, српски рок музичар
- 11. јануар — Дубравко Јовановић, српски глумац[1]
- 13. јануар — Џулија Луј-Драјфус, америчка глумица, комичарка и продуценткиња[2]
- 15. јануар — Слободан Перић, српски пилот и пуковник (прем. 2010)
- 16. јануар — Хари Варешановић, босанскохерцеговачки музичар
- 17. јануар — Маја Чибурданидзе, грузијска шахисткиња
- 18. јануар — Веселин Вујовић, југословенски рукометаш и рукометни тренер[3]
- 21. јануар — Халид Муслимовић, босанскохерцеговачки певач[4]
- 21. јануар — Иво Пуканић, хрватски новинар (прем. 2008)
- 25. јануар — Драган Коновалов, југословенски боксер
- 26. јануар — Вејн Грецки, канадски хокејаш[5]
- 27. јануар — Драгиша Шарић, српски кошаркаш и кошаркашки тренер (прем. 2008)
- 29. јануар — Џулија Гилард, премијерка Аустралије

### Фебруар
- 1. фебруар — Фотије Сладојевић, епископ Српске православне цркве
- 9. фебруар — Горан Грбовић, српски кошаркаш[6]
- 11. фебруар — Кери Лоуел, америчка глумица[7]
- 17. фебруар — Зоран Радовић, српски кошаркаш[8]
- 23. фебруар — Ивица Вдовић, српски музичар (прем. 1992)
- 27. фебруар — Џејмс Ворди, амерички кошаркаш[9]

### Март
- 4. март — Душан Герзић, југословенски сликар (прем. 1998)
- 21. март — Лотар Матеус, немачки фудбалер и фудбалски тренер

### Април
- 1. април — Сузан Бојл, шкотска певачица[10]
- 1. април — Серђо Скариоло, италијански кошаркашки тренер[11]
- 3. април — Еди Марфи, амерички глумац[12]
- 12. април — Лиса Џерард, аустралијска музичарка и композиторка, најпознатија као чланица групе Dead Can Dance[13]
- 14. април — Роберт Карлајл, шкотски глумац[14]
- 16. април — Дорис Драговић, хрватска певачица
- 20. април — Николас Линдхерст, енглески глумац[15]
- 23. април — Пјерлуиђи Мартини, италијански аутомобилиста, возач Формуле 1[16]
- 28. април — Ана Окса, италијанска певачица
- 30. април — Ајзеја Томас, амерички кошаркаш[17]

### Мај
- 3. мај — Милорад Мандић, српски глумац и ТВ водитељ (прем. 2016)[18]
- 4. мај — Луис Ерера, колумбијски бициклиста
- 5. мај — Александар Аца Илић, српски певач[19]
- 6. мај — Џорџ Клуни, амерички глумац[20]
- 13. мај — Боривоје Кандић, српски глумац (прем. 2020)[21]
- 13. мај — Денис Родман, амерички кошаркаш
- 14. мај — Тим Рот, енглески глумац[22]
- 17. мај — Енја, ирска музичарка и музичка продуценткиња[23]
- 24. мај — Младен Босић, босанскохерцеговачки политичар[24]
- 29. мај — Мелиса Етериџ, америчка музичарка[25]
- 31. мај — Станислав Чађо, босанскохерцеговачки политичар

### Јун
- 4. јун — Ференц Ђурчањ, мађарски политичар и председник
- 4. јун — Валентин Иванов, руски фудбалски судија
- 7. јун — Давор Сучић, босанскохерцеговачки музичар[26]
- 8. јун — Алка Вуица, хрватска певачица
- 9. јун — Мајкл Џеј Фокс, канадски глумац[27]
- 14. јун — Бој Џорџ, британски музичар и продуцент[28]
- 14. јун — Душан Којић, српски музичар[29]
- 17. јун — Бранко Дамљановић, српски шахиста
- 18. јун — Алисон Моје, енглеска музичарка[30]
- 21. јун — Ману Чао, француски музичар[31]
- 23. јун — Зоран Јањетов, српски аутор стрипова и илустратор
- 25. јун — Синиша Мишић, српски историчар
- 26. јун — Грег Лемонд, амерички бициклиста
- 30. јун — Ксенија Пајић, хрватска глумица[32]

### Јул
- 1. јул — Горан Петровић, српски књижевник (прем. 2024)
- 1. јул — Дајана, принцеза од Велса, супруга принца Чарлса од Велса (прем. 1997)[33]
- 1. јул — Карл Луис, амерички атлетичар[34]
- 3. јул — Чедомир Јаневски, македонски фудбалер и фудбалски тренер[35]
- 15. јул — Форест Витакер, амерички глумац[36]
- 15. јул — Лолита Давидович, канадска глумица[37]
- 17. јул — Гуру, амерички хип хоп музичар, музички продуцент и глумац (прем. 2010)[38]
- 18. јул — Елизабет Макговерн, америчка глумица
- 22. јул — Порфирије Перић, епископ Српске православне цркве
- 23. јул — Мартин Гор, члан групе Дипеш мод
- 23. јул — Роб Стјуарт, канадски глумац[39]
- 23. јул — Вуди Харелсон, амерички глумац[40]
- 30. јул — Лоренс Фишберн, амерички глумац[41]

### Август
- 4. август — Барак Обама, 44. председник САД
- 5. август — Милица Бисић, српски економиста
- 5. август — Џенет Мактир, енглеска глумица[42]
- 8. август — Сања Вејновић, хрватска глумица[43]
- 17. август — Душан Радовић, српски глумац[44]
- 20. август — Емир Хаџихафизбеговић, босанскохерцеговачки глумац[45]
- 24. август — Џаред Харис, британски глумац[46]
- 25. август — Били Реј Сајрус, амерички музичар и глумац[47]
- 26. август — Фахрудин Омеровић, југословенски и босанскохерцеговачки фудбалски голман и фудбалски тренер[48]

### Септембар
- 6. септембар — Скот Травис, бубњар групе Џудас прист[49]
- 9. септембар — Матјаж Кек, словеначки фудбалер и фудбалски тренер[50]
- 11. септембар — Вирџинија Мадсен, америчка глумица[51]
- 12. септембар — Лука Ромањоли, италијански политичар
- 12. септембар — Милен Фармер, француска певачица[52]
- 13. септембар — Дејв Мастејн, амерички музичар[53]
- 15. септембар — Соња Савић, српска глумица (прем. 2008)[54]
- 18. септембар — Џејмс Гандолфини, амерички глумац (прем. 2013)[55]
- 22. септембар — Катарина Оксенберг, британска глумица[56]
- 22. септембар — Бони Хант, америчка глумица[57]
- 25. септембар — Хедер Локлир, америчка глумица[58]
- 29. септембар — Зоран Тегелтија, политичар Републике Српске

### Октобар
- 13. октобар — Док Риверс, амерички кошаркаш и кошаркашки тренер
- 18. октобар — Винтон Марсалис, амерички џез музичар и композитор[59]
- 20. октобар — Ијан Раш, велшки фудбалер[60]
- 27. октобар — Маргарет Мацантини, италијанска глумица[61]
- 30. октобар — Зоран Туцић, српски ликовни уметник и архитекта
- 31. октобар — Питер Џексон, новозеландски редитељ[62]

### Новембар
- 4. новембар — Владимир Јагличић, српски песник и преводилац
- 5. новембар — Недељко Попадић, српски песник
- 12. новембар — Нађа Команечи, румунска гимнастичарка[63]
- 12. новембар — Енцо Франческоли, уругвајски фудбалер[64]
- 19. новембар — Мег Рајан, америчка глумица[65]
- 28. новембар — Алфонсо Куарон, мексички редитељ, сценариста и продуцент[66]
- 28. новембар — Бојан Милановић, српски певач
- 29. новембар  — Том Сајзмор, амерички глумац (прем. 2023)[67]
- 29. новембар — Новица Чановић, југословенски атлетичар (прем. 1993)[68]

### Децембар
- 4. децембар — Кори Удовички, српска економисткиња, гувернерка Народне банке
- 11. децембар — Марко Пјер Вајт, британски кувар, угоститељ и телевизијска личност[69]
- 16. децембар — Рон Ејти, амерички уметник перформанса
- 16. децембар — Бил Хикс, амерички комичар (прем. 1994)
- 17. децембар — Драган Петровић, српски глумац[70]
- 17. децембар — Сара Далин, енглеска музичарка, најпознатија као чланица групе
- 24. децембар — Илхам Алијев, председник Азербејџана[71]
- 24. децембар — Вејд Вилијамс, амерички глумац[72]
- 27. децембар — Гидо Вестервеле, немачки политичар (прем. 2016)
- 28. децембар — Бошко Ђуровски, македонски фудбалер и фудбалски тренер[73]
- 30. децембар — Бен Џонсон, канадски атлетичар
- 30. децембар — Бернар Клерфе, белгијски политичар
- 31. децембар — Сузана Костић, српски диригент

### Непознат датум
- непознат датум - Гордана Ђурђевић-Димић, српска глумица.
- непознат датум - Алтинај Ашилмуратова, руска балерина.
- непознат датум - Ранко Божић, српски сценариста.
- непознат датум - Светлана Васовић-Мекина, српска новинарка.
- непознат датум - Драшко Зидар, хрватски глумац.
- непознат датум - Весна Кесић-Крсмановић, српски диригент.
- непознат датум - Дамир Лончар, хрватски глумац.
- непознат датум - Дејан Млађеновић, српски виолиниста.
- непознат датум - Радоје Радосављевић, српски књижевник.

## Смрти

### Јануар
- 4. јануар — Ервин Шредингер, аустријски физичар. (*1887)[74]
- 10. јануар — Дашијел Хамет, амерички књижевник[75]
- 16. јануар — Макс Шене, немачки пливач. (*1880)
- 17. јануар — Патрис Лумумба, премијер Конга. (*1925)[76]

### Фебруар
- 7. фебруар — Боривоје Дробњаковић, српски антропогеограф и етнолог. (*1890)[77]
- 12. фебруар — Бранко Миљковић, српски песник. (*1934)
- 17. фебруар — Нита Налди, америчка глумица. (*1894)[78]
- 27. фебруар — Плат Адамс, амерички атлетичар. (*1885)[79]

### Март
- 15. март — Бенџамин Адамс, амерички атлетичар и кошаркаш. (*1890)

### Април
- 9. април — Зог I од Албаније, краљ Албаније 1928-39. (*1895)
- 25. април — Роберт Гарет, амерички атлетичар. (*1875)[80]

### Мај
- 13. мај — Гари Купер, амерички глумац. (*1901)[81]
- 30. мај — Рафаел Леонидас Трухиљо, председник Доминиканске Републике. (*1891)[82]

### Јун
- 6. јун — Карл Густав Јунг, швајцарски психијатар. (*1875)[83]
- 22. јун — Марија Карађорђевић, краљица Југославије. (*1900)

### Јул
- 2. јул — Ернест Хемингвеј, амерички писац и нобеловац (самоубиство). (*1899)[84]

### Август
- 17. август — Јакоб Савиншек, словеначки вајар и песник. (*1922)

### Септембар
- 1. септембар — Еро Саринен, финско-амерички архитекта. (*1910)
- 11. септембар — Нико Жупанич, словеначки антрополог. (*1876)[85]
- 17. септембар — Аднан Мендерес, турски политичар. (*1905)[86]
- 18. септембар — Даг Хамаршелд, генерални секретар УН. (*1905)[87]

### Октобар
- 1. октобар — Иљеш Шпиц, мађарско-југословенски фудбалер и тренер. (*1902)
- 11. октобар — Чико Маркс, амерички комичар, један од браће Маркс. (*1887)[88]
- 24. октобар — Милан Стојадиновић, српски економиста и политичар. (*1888)

### Новембар
- 24. новембар — Рут Чатертон, америчка глумица. (*1893)[89]

### Децембар
- 9. децембар — Коста Хакман, српски сликар. (*1899)
- 21. децембар — Василије Ковачевић Чиле, народни херој Југославије и дипломата. (*1911)
- 23. децембар — Курт Мајер, немачки СС генерал. (*1910)
- 27. децембар — Анри Делож, француски атлетичар. (*1874)[90]

### Непознат датум
- непознат датум - Милорад Недељковић, српски економиста. (*1883)

## Нобелове награде
- Физика — Роберт Хофстатер и Рудолф Лудвиг Месбауер
- Хемија — Мелвин Калвин
- Медицина — Ђерђ фон Бекеши
- Књижевност — Иво Андрић (ФНРЈ)
- Мир — Даг Хамаршелд (Шведска)
- Економија — Награда у овој области почела је да се додељује 1969. године